# 唐津市立東唐津小学校
唐津市立東唐津小学校（からつしりつひがしからつしょうがっこう）は佐賀県唐津市東唐津四丁目にある公立小学校。

## 概要
歴史
1872年（明治8年）に「満島小学校」として創立。数回の改編・改称を経て、現校名となったのは1947年（昭和22年）。2022年（令和4年）に創立150周年を迎える。
校章
羽ばたく鶴が校名の「東」の文字を抱えている姿を校章としている。鶴が使用されているのは、古くから唐津城が「鶴城（かくじょう）」と呼ばれてきたことに由来する。
校歌
作詞は渋谷武夫、作曲は高田重男による。歌詞は1番のみで、校名の「東唐津」は歌詞中に登場しない。
通学区域
住所表記で唐津市の後に「東唐津一丁目、東唐津二丁目、東唐津三丁目、東唐津四丁目、松南町」が続く地域。中学校区は唐津市立第五中学校。

## 沿革
- 1875年（明治8年）8月10日 - 「満島小学校」が創立。宮ノ町八幡宮の裏に校地を設ける。児童数50名。
- 1882年（明治15年）3月 - 中等科を設置の上、「公立中等満島小学校」となる。高島に分校を置く。
- 1884年（明治17年）10月 - 統合により、「公立上等唐津小学校 満島分校」となる。高島分校は高島分教場となる。
- 1889年（明治22年）4月1日 - 町村制施行により、東松浦郡満島村立の小学校となる。
- 1892年（明治25年）4月 - 尋常唐津小学校より分離し、「満島尋常小学校」と改称。高島分教場が分離の上、高島尋常小学校として独立。
- 1896年（明治29年）12月 - 松原入口に新校舎が完成し、移転を完了。
- 1898年（明治31年）11月 - 裁縫科を設置。
- 1908年（明治41年）- 小学校令改正により、義務教育年限（尋常小学校の修業年限）が4年から6年に延長されたため、尋常科5・6年を新設。
- 1916年（大正5年）- 卒業生を唐津尋常高等小学校の高等科に委託。
- 1917年（大正6年）- 卒業生の一部を鏡尋常高等小学校[3]の高等科に委託。
- 1920年（大正9年）4月 - 高等科の併置を認可される。
- 1921年（大正10年）11月 - 「満島尋常高等小学校」と改称。
- 1923年（大正12年）4月1日 - 高島尋常小学校を統合し、高島分教場とする。
- 1924年（大正13年）1月1日 - 満島村が唐津町に編入される。
- 1932年（昭和7年）1月1日 - 唐津町の市制施行により唐津市が発足。
- 1934年（昭和9年）4月1日 - 高等科を廃止の上、「満島尋常小学校」に改称（再）。唐津市内の小学校の高等科が唐津高等小学校1校に集約されたことによる。
- 1940年（昭和15年）
  - 4月1日- 高島分教場が分離し、高島尋常小学校として独立。
  - 8月10日 - 校舎を改築。
- 1941年（昭和16年）4月1日 - 国民学校令の施行により、「唐津市東唐津国民学校」に改称。尋常科を初等科に改める。
- 1947年（昭和22年）4月1日 - 学制改革により、「唐津市立東唐津小学校」（現校名）に改称。
- 1967年（昭和42年）- 木造2階建て校舎を解体。
- 1968年（昭和43年）9月 - 鉄筋コンクリート造3階建て新校舎が完成。
- 1972年（昭和47年）- 体育館とプールが完成。
- 1975年（昭和50年）- 創立100周年記念式典を挙行。
- 2007年（平成19年）4月1日 - 特別支援学級を設置。
- 2014年（平成26年）12月 - 校舎・体育館の耐震工事が完了。

## アクセス
最寄りの鉄道駅
- JR九州 筑肥線「和多田駅」・「東唐津駅」

最寄りのバス停
- 昭和バス 「東唐津」バス停

最寄りの幹線道路
- 佐賀県道347号虹の松原線

## 周辺
- 東唐津公民館
- 東唐津郵便局
- 松浦川
- 松浦橋

## 参考資料
- 「唐津市史」（1962年（昭和37年）8月, 唐津市史編纂員会）p.1179, p.1180, p.1183
- 「母校百年史 唐津小学校 志道小学校 大成小学校」（1976年（昭和51年）3月31日, 旧唐津小学校百周年記念事業実行委員会）

## 関連事項
- 佐賀県小学校一覧